# Carmonita
Carmonita je španělské město situované v provincii Badajoz (autonomní společenství Extremadura).

## Poloha
Obec je vzdálena 34 km od Méridy a 78 km od města Badajoz. Patří do okresu Tierra de Mérida - Vegas Bajas a soudního okresu Mérida.

## Historie
V roce 1834 se obec stává součástí soudního okresu Mérida. V roce 1842 čítala obec 57 usedlostí a 171 obyvatel.

## Odkazy

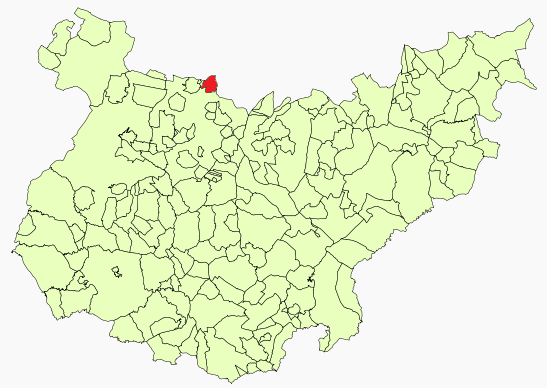
Poloha obce v provincii Badajoz

## Demografie
| Populace obce Carmonita z let (1842–2010) | Populace obce Carmonita z let (1842–2010) | Populace obce Carmonita z let (1842–2010) | Populace obce Carmonita z let (1842–2010) | Populace obce Carmonita z let (1842–2010) | Populace obce Carmonita z let (1842–2010) | Populace obce Carmonita z let (1842–2010) | Populace obce Carmonita z let (1842–2010) | Populace obce Carmonita z let (1842–2010) | Populace obce Carmonita z let (1842–2010) | Populace obce Carmonita z let (1842–2010) | Populace obce Carmonita z let (1842–2010) | Populace obce Carmonita z let (1842–2010) | Populace obce Carmonita z let (1842–2010) | Populace obce Carmonita z let (1842–2010) | Populace obce Carmonita z let (1842–2010) | Populace obce Carmonita z let (1842–2010) | Populace obce Carmonita z let (1842–2010) |
| ----------------------------------------- | ----------------------------------------- | ----------------------------------------- | ----------------------------------------- | ----------------------------------------- | ----------------------------------------- | ----------------------------------------- | ----------------------------------------- | ----------------------------------------- | ----------------------------------------- | ----------------------------------------- | ----------------------------------------- | ----------------------------------------- | ----------------------------------------- | ----------------------------------------- | ----------------------------------------- | ----------------------------------------- | ----------------------------------------- |
| 1842                                      | 1857                                      | 1860                                      | 1877                                      | 1887                                      | 1897                                      | 1900                                      | 1910                                      | 1920                                      | 1930                                      | 1940                                      | 1950                                      | 1960                                      | 1970                                      | 1981                                      | 1991                                      | 2001                                      | 2010                                      |
| 171                                       | 263                                       | 260                                       | 355                                       | 461                                       | 450                                       | 438                                       | 646                                       | 980                                       | 1 080                                     | 1 117                                     | 1 367                                     | 1 347                                     | 888                                       | 679                                       | 639                                       | 649                                       | 573                                       |